# Forstbotanisk Have (Aarhus)
 For alternative betydninger, se Forstbotanisk Have. (Se også artikler, som begynder med Forstbotanisk Have)
Forstbotanisk Have (eller Forsthaven) fra 1923 blev anlagt i Aarhus på en del af Skovridergårdens jord under ledelse af den daværende skovrider Niels Jørgen Bang. I området var der tidligere tørvegrave. Den ligger bag Marselisborg Slot og vest for Mindeparken med indgang fra Skovridervej.
Som navnet antyder, er haven er et skovplantearboret. Den dækker 5 ha med over 900 forskellige træer og buske fra alle egne af verden, bl.a. Syrien, Kaukasus, det nordøstlige USA, Californien og Kina. Blandt andet findes et mammuttræ på 31 meters højde. Desuden er haven præget af gamle ege- og bøgetræer, som stod på stedet, inden det blev omdannet til forsthave.
I dag består haven af tætte bevoksninger afvekslende med åbne, overdrevsagtige partier. Der er en stendal og et mosestykke, men også flere damme og en kæmpehøj. Til erstatning for væltede, syge og udlevede træer planter man stadigvæk nye eksemplarer af interessante arter. Planterne bliver kun beskåret, hvis praktiske hensyn gør det nødvendigt, og sigtet er at kunne vise planterne i deres naturlige vækstform.
Der er offentlig og gratis adgang til haven på alle tider af døgnet, og det er tilladt at færdes overalt, hvis man er til fods. Det er dog ikke tilladt at indsamle plantedele i haven og det frarådes at opholde sig her i kraftigt blæsevejr, da her er mange aldrende træer.

## Galleri
- Én af de tre indgange.
- Skovfogedens hus.
- Udsyn fra volden ved Skovfogdens hus.
- Fra stenhaven Grotten.
- Mange af træerne er gamle.
- Stormene i efteråret 2013, væltede flere af de gamle træer i haven.
- Almindelig Berberis må ikke dyrkes,[kilde mangler] men kan ses i Forstbotanisk Have.

## Eksterne links
- Wikimedia Commons har flere filer relateret til Forstbotanisk Have (Aarhus)
- Aarhus Kommunes Naturforvaltning: På tur i Forstbotanisk Have Arkiveret 4. oktober 2013 hos  Wayback Machine
- Vandretursfolder fra Aarhus Kommune (Webside ikke længere tilgængelig)
- Billedserie fra Forstbotanisk Have, optaget af Palle Finn Jensen Arkiveret 17. december 2007 hos  Wayback Machine

56°7′31.2″N 10°12′13.6″Ø / 56.125333°N 10.203778°Ø